# Пентахлорфенол
Пентахлорфенол — органическое вещество, принадлежащее к классу фенолов. Применяется как реагент для образования активированных эфиров в синтезе пептидов.

## Получение и обращение
Пентахлорфенол является коммерчески доступным веществом. Для очистки его перекристаллизовывают из этанола (в виде моноклинных призм) или бензола (игольчатые кристаллы) и сушат в вакууме. Пентахлорфенол является весьма токсичным; потенциальный тератоген. Вдыхание, проглатывание и всасывание через кожу может иметь летальные последствия. Хранить его необходимо в прохладном, сухом месте.

## Строение и физические свойства
Пентахлорфенол растворим в диэтиловом эфире, этаноле, горячем бензоле, лигроине; нерастворим в воде.

## Применение
Основной сферой применения пентахлорфенола является синтез пептидов, где он выступает в качестве реагента для активации карбоксильной группы и, как следствие, облегчения образования амидной связи между карбоновыми кислотами и аминами. Впервые об использовании пентахлорфениловых эфиров было сообщено в 1965 году, хотя краткие сообщения появлялись и до этого.
Преимуществом пентахлорфенильной активирующей группы является то, что она хорошо совместима с бензилоксикарбонильной группой и трет-бутильной группой. Кроме того, пентахлорфениловые эфиры аминокислот и пептидов легче очищать, поскольку они в целом имеют более высокие температуры плавления, по сравнению с другими активированными эфирами.
| Активированный эфир | Х = OC6Cl5 | Х = OC6Н2Cl3 | Х = OC6H4NO2 |
| ------------------- | ---------- | ------------ | ------------ |
| Cbz-Ala-X           | 172–173    | 104          | 78           |
| Cbz-Val-X           | 144        | 94           | 66           |
| Cbz-Gly-X           | 185        | 107–108      | 128          |
| Cbz-Phe-X           | 158        | 142          | 126          |

Пентахлорфениловые эфиры также являются одними из самых реакционноспособных. Так, обработка пентахлорфенилового Сbz-L-фенилаланина бензиламином в диоксане даёт время его полужизни, равное 1,34 мин, тогда как трихлорфениловый и п-нитрофениловый эфир в тех же условиях живут гораздо дольше (4,9 и 23,2 мин соответственно).
Первым описанным примером использования пентахлорфенилового эфира для синтеза полипептидов является синтез поли-β-L-аспартамовой кислоты, которую необходимо было синтезировать в оптически чистой форме для различных химических, биологических и иммунохимических исследований. С этой целью аминокислоту активировали пентахлорфенолом в присутствии дициклогексилкарбодиимида, и полученный активированный эфир быстро полимеризовался в присутствии третичного амина, давая полиаминокислоту с более высокой молекулярной массой, чем этого удавалось достичь при использовании п-нитрофенилового производного.